# Служители закона
«Служители закона» (англ. U.S. Marshals, другое название: Судебные исполнители) — американский фильм, боевик, триллер, снятый в 1998 году режиссёром Стюартом Бэрдом. По смыслу является спин-оффом фильма «Беглец», в нём частично заняты те же актёры, и по сюжету та же команда судебных исполнителей США занята поимкой беглеца из-под стражи.

## Сюжет
Фильм открывается сценой двойного убийства спецагентов дипломатической службы США в гараже неизвестным. Сэм Джерард — федеральный маршал, который «ударил своего заключённого прикладом по голове в тот момент, когда на нём были наручники». Теперь ему нужно лететь в самолёте вместе с заключёнными, чтобы уладить этот конфликт. Но самолёт, из-за неудачной попытки побега одного из заключённых, совершает вынужденную посадку на реку, и несколько человек погибают. Но тело одного заключённого не нашли в реке, куда упал самолёт. Джерард последний видел его живым.
Этот беглец — Марк Воренс, демонстрирует недюжинные способности выживать и уходить от преследования. Джерард и его команда идут по его следам. Беглеца подозревают в убийстве в гараже и ФБР прислало специального агента Джона Ройса им на помощь. Сэму не нужны помощники, но он вынужден под давлением руководства принять новичка в команду. Сэм узнал, каким образом ФБР связало Марка Воренса с двойным убийством агентов — на месте преступления Марк оставил свои отпечатки пальцев. Однако, достав видеозаписи нападения, Сэм понял, что ФБР водит его за нос. На видео отчётливо видно, что преступник был в перчатках. Лица видно не было.
Затем сюжет переносится в Нью-Йорк, где оказывается, что Марка Воренса зовут Марк Шеридан, он работал на ФБР, был их резидентом, выполнял грязную работу, но перешёл на сторону врагов. Однако сам Марк начинает свою линию расследования, и становится ясно, что Марка подставили. В итоге Марка задерживают, он был ранен в ходе операции и попал в госпиталь. Сэм вычисляет и убивает предателя Джона Ройса, который по ходу фильма успел убить одного его помощника и попытался списать это убийство на Шеридана.

## В ролях
| Актёр                | Роль                              |
| -------------------- | --------------------------------- |
| Томми Ли Джонс       | Сэм Джерард                       |
| Роберт Дауни младший | Джон Ройс                         |
| Уэсли Снайпс         | Марк Шеридан                      |
| Джо Пантолиано       | Космо Ренфро                      |
| Дэниел Робук         | Бобби Бигс                        |
| Том Вуд              | Ноа Ньюман                        |
| Ирен Жакоб           | Мари Бине, девушка Марка Шеридана |
| Латаня Ричардсон     | Саванна Купер                     |
| Кейт Неллиган        | Кэтрин Уолш, босс Сэма Джерарда   |
| Патрик Малахайд      | Бертрам Лэмб                      |
| Джеймс Си            | Винсент Линг                      |
| Томас Росалес-мл.    | заключённый 727                   |